# Diocèse du Tarn
Cet article court présente un sujet plus développé dans : Archidiocèse d'Albi, Ancien diocèse de Castres et Ancien diocèse de Lavaur.
Le diocèse du Tarn est l'ancien diocèse de l'Église constitutionnelle pour le département du Tarn, en France. 

## Historique
Créé par la constitution civile du clergé de 1790, le diocèse du Tarn regroupe les anciens diocèses d'Albi, de Castres et de Lavaur, couvrant ainsi la totalité du département du Tarn. Le 15 mars 1791, Jean-Joachim Gausserand est élu évêque constitutionnel du Tarn, et prend ses fonctions à Albi le 1er mai de cette même année. Il préserve alors les édifices religieux de sa juridiction du vandalisme alimenté par l'anticléricalisme de la Révolution, et protège même les prêtres réfractaires. Il est néanmoins dans l'obligation de fuir lors de la suppression des cultes, avant de revenir en 1795.

Le diocèse du Tarn est supprimé à la suite du concordat de 1801, même si les diocèses de Castres et de Lavaur ne sont pas rétablis. Le siège épiscopal était Albi, actuellement siège de l'archidiocèse d'Albi, Castres et Lavaur.

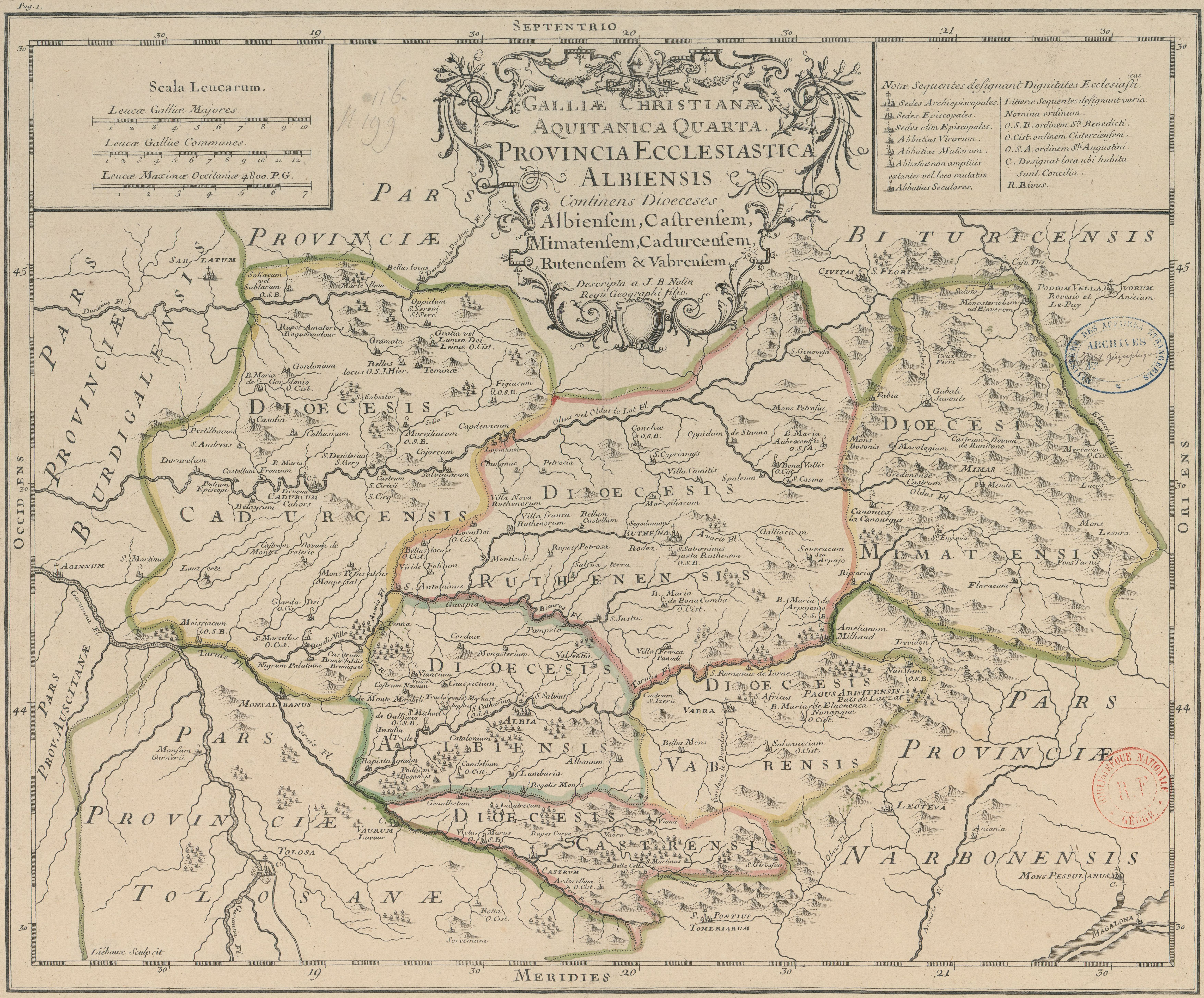
Carte du diocèse d'Albi en 1715
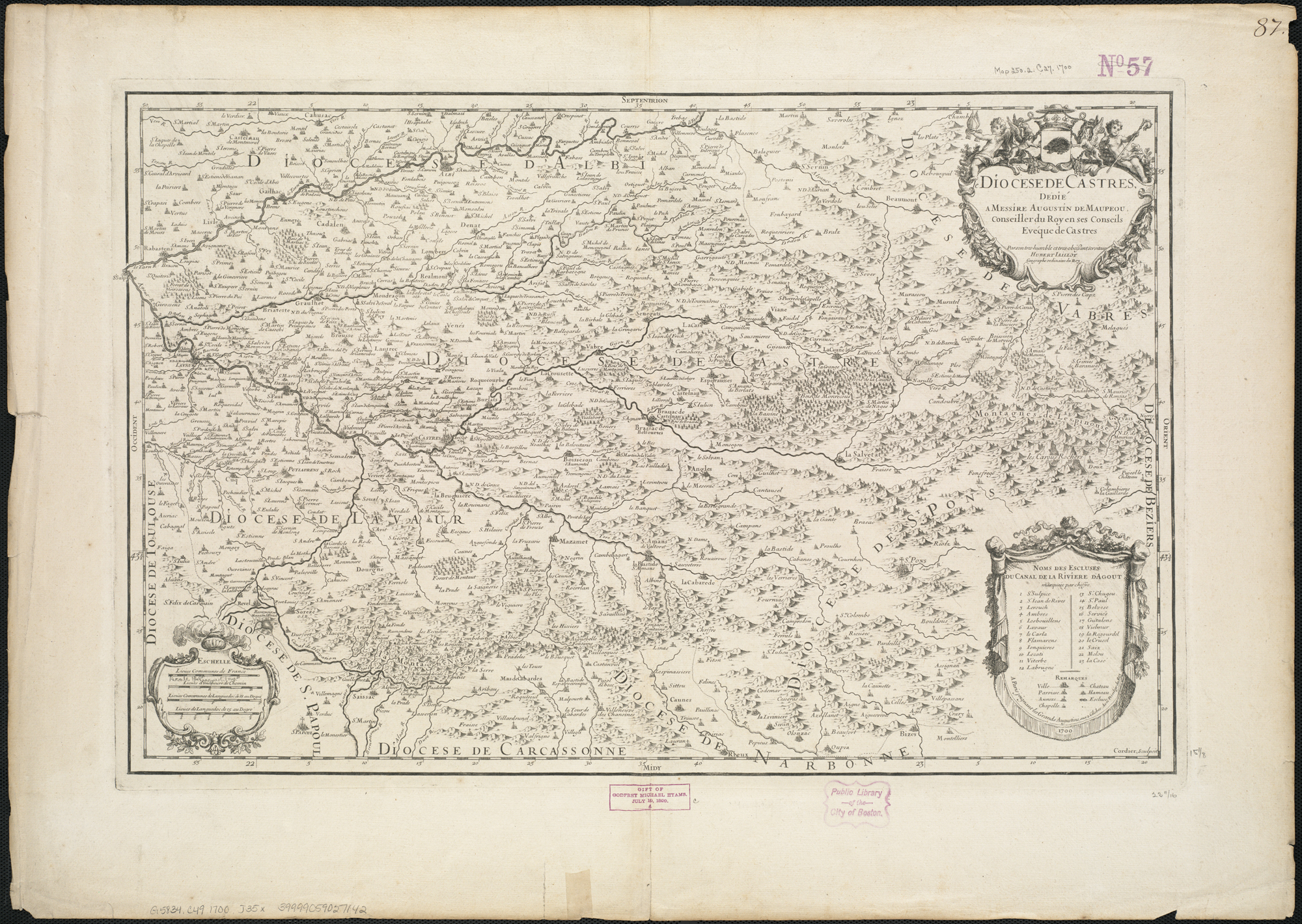
Carte du diocèse de Castres en 1695
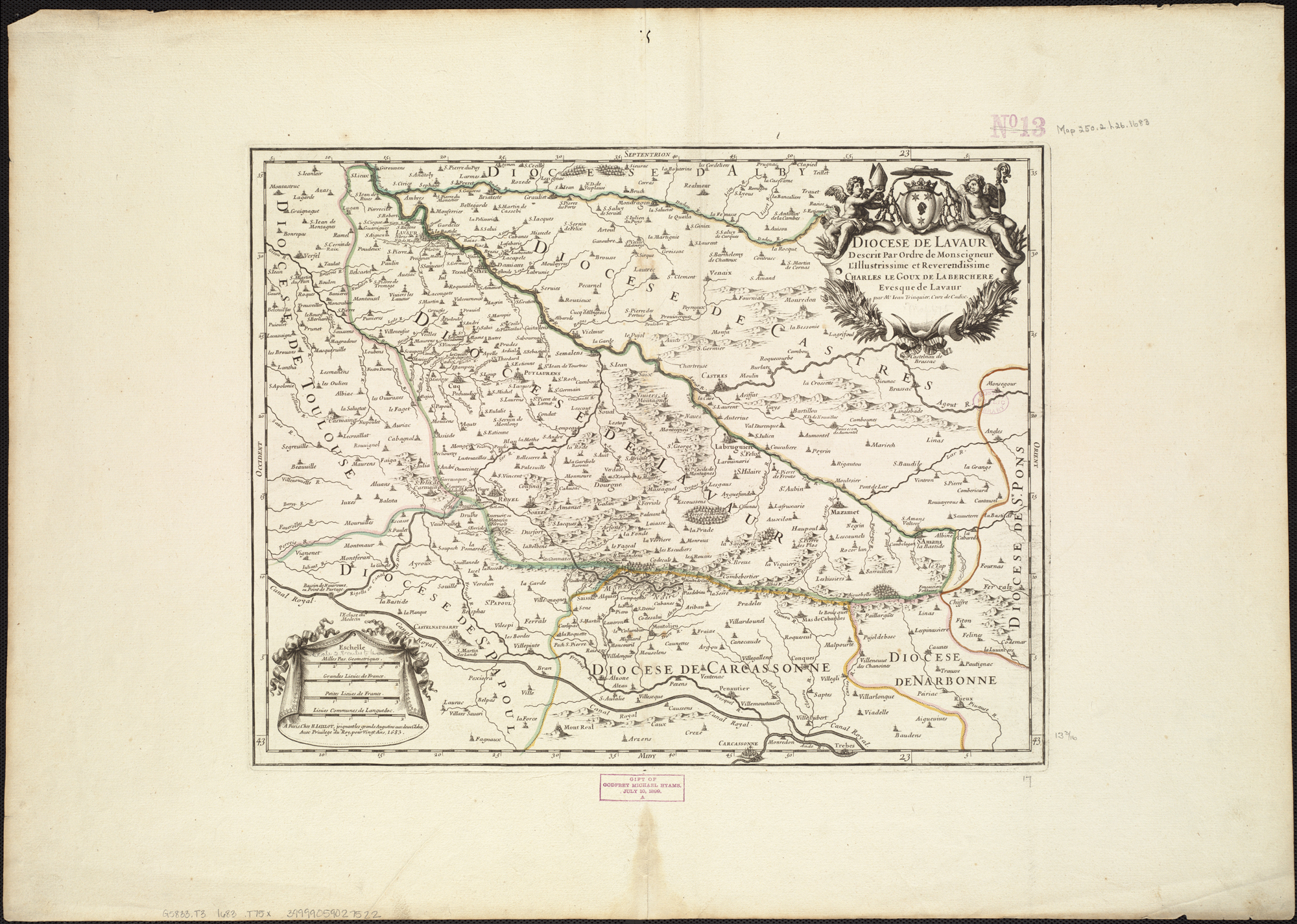
Carte du diocèse de Lavaur en 1683